# 2022 en Suisse
Chronologie de la Suisse
- 2018
- 2019
- 2020
- 2021
- 2022
- 2023
- 2024
- 2025
- 2026

## Gouvernement au1erjanvier 2022
- Conseil fédéral[1] :
  -     - Ignazio Cassis (PLR/TI), président de la confédération
    - Alain Berset (PS/FR), vice-président du conseil fédéral
    - Viola Amherd (LC/VS)
    - Karin Keller-Sutter (PLR/SG)
    - Ueli Maurer (UDC/ZH)
    - Simonetta Sommaruga (PS/BE)
    - Guy Parmelin (UDC/VD)

## Faits marquants

### Février
- 13 février :  votations fédérales sur quatre objets.

### Mars
- 20 mars : élections cantonales vaudoises (1er tour).
- 27 mars : élections cantonales bernoises.

### Avril
- 10 avril : élections cantonales vaudoises (2e tour).

### Mai
- 15 mai :  votations fédérales sur trois objets.
- 22 au 26 mai : Forum économique mondial à Davos.

### Juin
- 9 juin : l’Assemblée générale de l’ONU élit la Suisse au Conseil de sécurité des Nations unies en tant que membre non permanent pour les années 2023/2024. Avec les conflits en Ukraine, au Proche-Orient et au Soudan, la participation de la Suisse au Conseil durant ces deux années est intervenue dans une période géopolitiquement tendue selon le Département fédéral des affaires étrangères[2].

### Juillet
- 1er juillet : la Suisse autorise le mariage entre personnes de même sexe.

### Septembre
- 25 septembre : votations fédérales sur quatre objets.

### Décembre
- 7 décembre : Albert Rösti et Élisabeth Baume-Schneider sont élus au Conseil fédéral.